# Proshyan
Proshyan (en arménien Պռոշյան) est une communauté rurale du marz de Kotayk, en Arménie. Elle compte 5 240 habitants en 2008.
Membre de la Fédération révolutionnaire arménienne, Hrach Muradyan était à la tête de cette communauté depuis 2005 ; il est assassiné le 2 avril 2013.